# SN 2010kk
SN 2010kk – supernowa typu Ia odkryta 8 listopada 2010 roku w galaktyce A035323+0954. W momencie odkrycia miała maksymalną jasność 20,20m.